# Cardiomiocito

Cardiomiocito. En rojo se ven las estriaciones transversales de las fibras de actina. En azul claro el núcleo central.

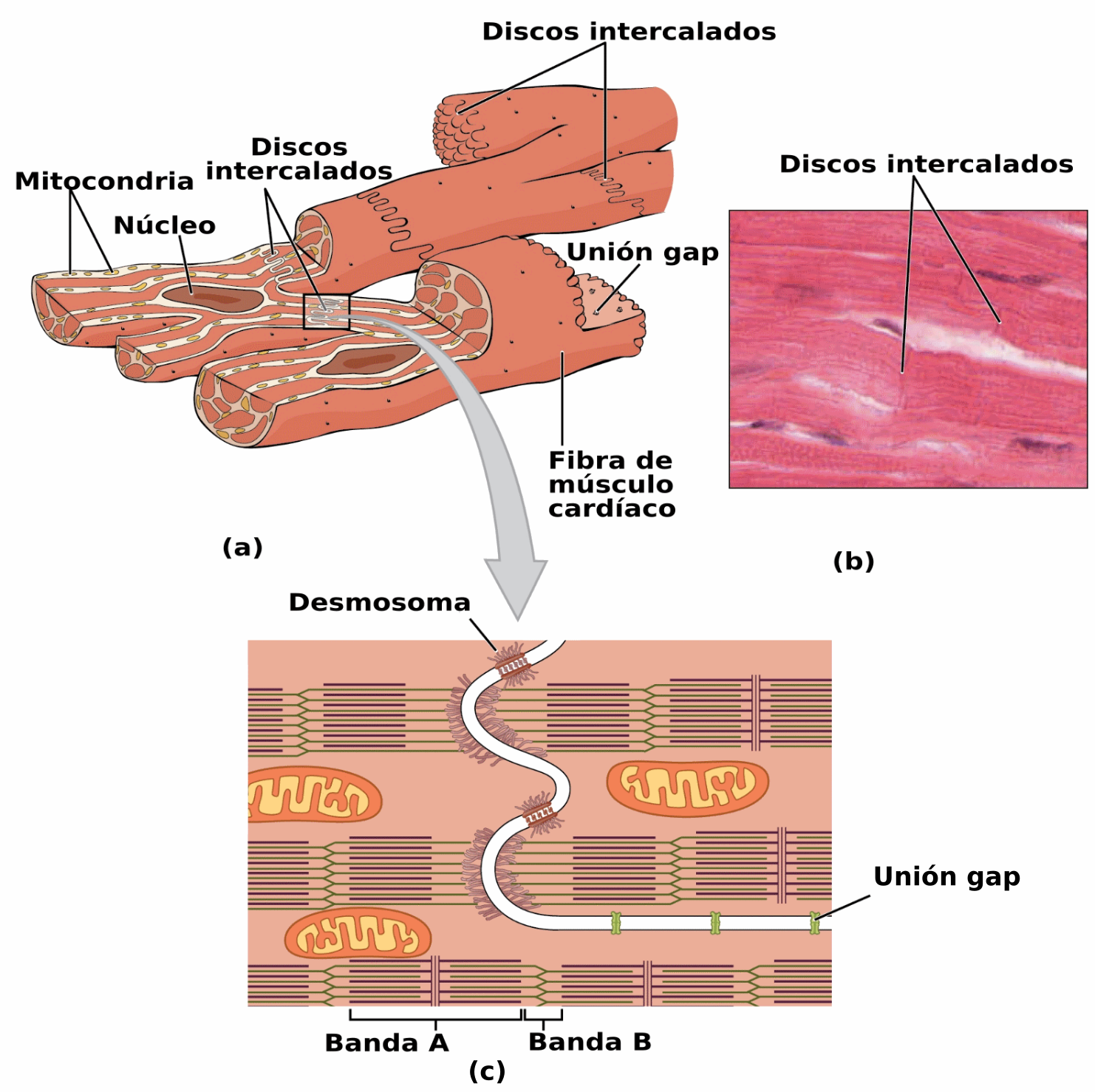
Cardiomiocitos dentro de un haz de fibras miocárdicas.

Los cardiomiocitos son células del músculo cardíaco capaces de contraerse de forma espontánea e individual. Estas células muestran además especialización en excitación y conducción de los potenciales de acción.
El cardiomiocito representa la unidad contráctil del miocardio. Las ramificaciones características y las uniones estrechas entre estas células, conforman una sólida red de fibras miocárdicas, que determina la función de bomba cardíaca y el sistema celular eléctrico de conducción, que permite que esta bomba funcione.

## Embriología
Durante el desarrollo, las células progenitoras progresan a través de varios estados de transición. El epicardio contiene progenitores de células esenciales, que no son cardiomiocitos.

Las células epicárdicas se adhieren al músculo cardíaco, forman una capa epitelial continua de una sola célula y cubren todo el miocardio. Un subconjunto de esas células epicárdicas, se deslaminan y generan las células derivadas de epicardio (EPDC) que luego dan origen a dos tipos de células de soporte el músculo liso vascular y los fibroblastos.

## Histología

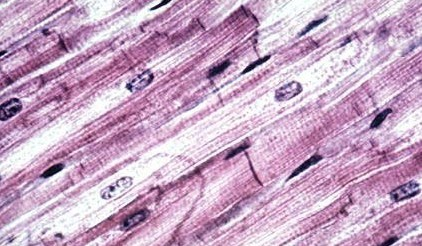
Cardiomiocitos. Discos intercalares como líneas transversales oscuras.

Los cardiomiocitos, muestran dimensiones promedio de 15 μm de diámetro y unos 100 μm de largo.
Los cardiomiocitos son células uninucleadas, y este núcleo grande está situado en el centro del citoplasma de la célula.

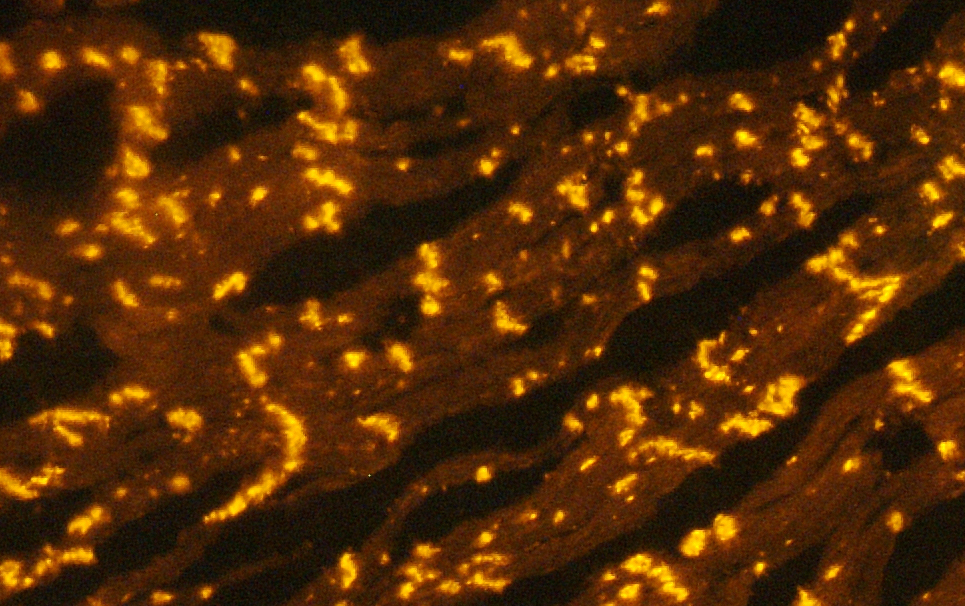
Cardiomiocitos. Se distinguen los discos intercalares como líneas transversales brillantes. Se visualiza la Conexina 43 dentro de las Uniones estrechas. Inmunohistoquímica.

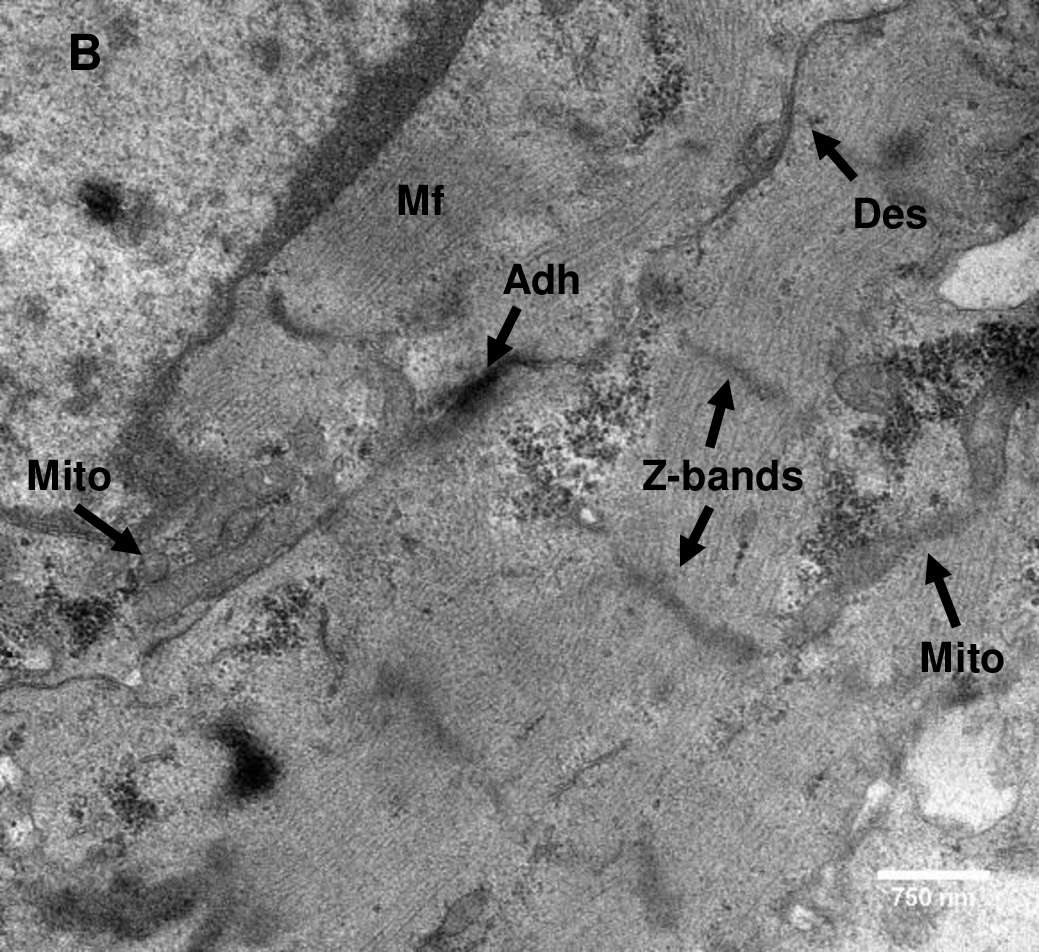
Ultraestructura de cardiomiocitos. Mf: microfibrillas, Adh: zonula adherens y Des: desmosoma. Mito: mitocondrias.

Presentan una característica prominente y única del músculo cardiaco, que es la presencia de bandas transversales, irregularmente espaciadas, llamados discos intercalares. Los cardiomiocitos se conectan con sus vecinos mediante estos discos formando las fibras miocárdicas.
La mayor parte del citoplasma del cardiomiocito está ocupado por miofibrillas de disposición longitudinal con un patrón estriado. Aproximadamente 50 sarcómeros componen una miofibrilla de extremo a extremo y un paquete de 50-100 miofibrillas constituyen una célula muscular.
El retículo sarcoplásmico no es muy desarrollado y se distribuye irregularmente entre las miofibrillas, que  aparecen claramente separadas.
Las mitocondrias pequeñas son extremadamente numerosas, están empaquetadas y distribuidas regularmente, dividiendo a las células cardíacas en miofibras muy evidentes.
Los cardiomiocitos son células que se ramifican, formando estructuras tridimensionales locales en forma de red, unidas mediante los desmosomas y las zonula adherens de los discos intercalares.

## Fisiología

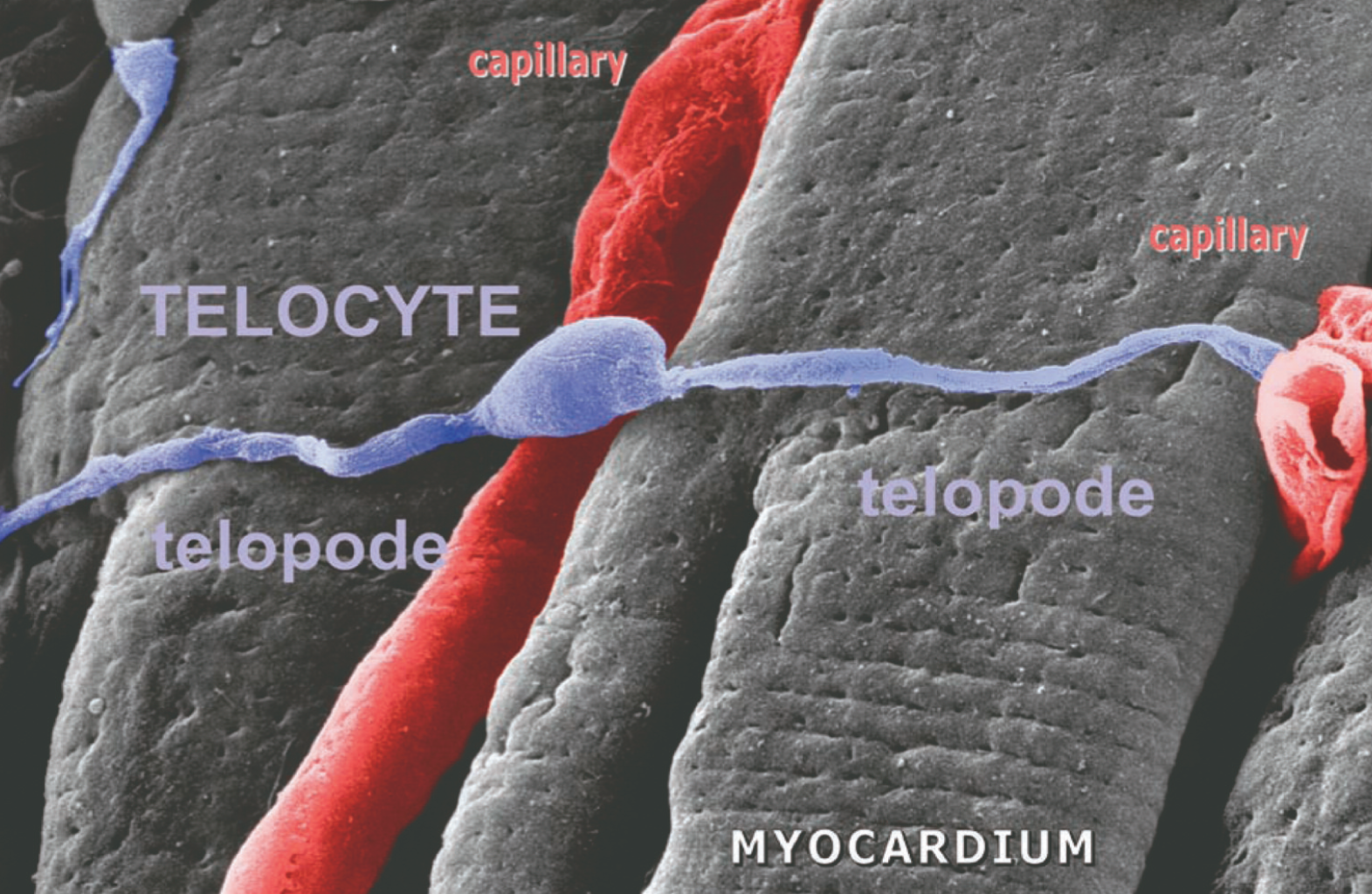
Cardiomiocitos (en gris Myocardium) y capilares (en rojo) SEM.

Morfológicamente los cardiomiocitos no forman un sincitio; pero sí existe un "sincitio funcional", gracias a la existencia de los discos intercalares.
Las uniones entre los cardiomiocitos, son uniones proteicas que tienen una baja resistencia eléctrica por lo que facilitan la conducción eléctrica a su través.

## Diferenciación de los cardiomiocitos
Los cardiomiocitos son células especializadas en la contracción y en la conducción. 
Se pueden distinguir tres tipos de cardiomiocitos: los auriculares, los ventriculares, y los de excitación conducción.

### Excitación y conducción
Los cardiomiocitos de excitación-conducción muestran especialización para conducir el potencial de acción al resto de las células contráctiles. Estas células debido a su especialización, presentan escasa capacidad contráctil.

## Recambio celular de los cardiomiocitos

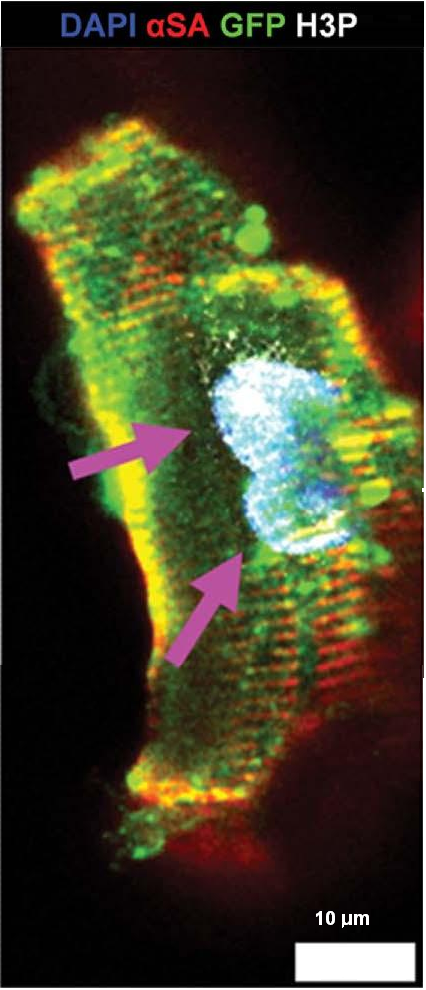
Cardiomiocito endógeno residente, en fase de cariocinesis. Se observan dos núcleos en una misma célula (flechas).

Los cardiomiocitos presentan diferente plasticidad celular en las diferentes especies. La des-diferenciación les permite a algunos organismos la regeneración miocárdica. 
Anfibios y peces
Los corazones de anfibios y peces tienen un gran potencial para regenerar el músculo cardíaco mediante una desdiferenciación parcial y posiblemente también mediante la regeneración mediada por células madre.
Mamíferos
Durante mucho tiempo se pensó que los cardiomiocitos de mamíferos se diferenciaban de manera terminal y luego no podían proliferar. 
Se ha comprobado que los cardiomiocitos de mamíferos de edad madura, conservan una sustancial plasticidad celular, incluida la capacidad de des-diferenciar, proliferar y adquirir fenotipos propios de células progenitoras.
El recambio de los cardiomiocitos ocurre mediante la proliferación de los cardiomiocitos residentes y muestra una tasa de ∼1.3–4 % por año.

Aquí la cariocinesis existe sin citocinesis y el resultado es la aparición de células binucleadas como parte del proceso genéticamente programado de citodiferenciación y desarrollo. Los núcleos de estas células pueden mantenerse en interfase (G0, G1) o pueden pasar por un fase S.
Luego de un infarto de miocardio, en el corazón adulto joven el pool de cardiomiocitos residentes cíclicos, se incrementa por su proliferación en número.